# Anna Maria Cerasoli
Anna Maria Cerasoli (Fontecchio, 19 marzo 1949) è una scrittrice e divulgatrice scientifica italiana.

## Biografia
Anna Maria Cerasoli, conosciuta anche come Anna Cerasoli, si laurea in Matematica nel 1972 presso l'Università degli studi dell'Aquila. Alla laurea segue un breve periodo in cui svolge il ruolo di ricercatrice con borsa di studio del CNR a Pisa. Nel 1973 inizia a insegnare nelle scuole statali; in questo periodo, insieme al fratello Mauro docente di calcolo delle probabilità all'Università dell'Aquila, scrive libri di matematica applicata per il triennio delle scuole medie superiori, pubblicati da Zanichelli
.
L'interesse per la didattica della matematica porta Cerasoli a pubblicare nel 2001 I magnifici dieci. L'avventura di un bambino nel mondo della matematica edito da Sperling & Kupfer; il libro viene distribuito e ristampato in vari paesi del mondo.
Il successo del libro spinge l'autrice a continuare l'opera di divulgazione della matematica diretta ai più giovani. Pubblica quindi molti libri con diverse case editrici anche all'estero suscitando interesse anche in docenti universitari che si occupano di formazione degli insegnanti e di didattica della matematica
.

## Opere

### Zanichelli
- Anna Maria Cerasoli, Coscarella, Ferro e Ruspo, Informatica & programmazione : a scuola di Basic, Bologna, 1987, ISBN 88-08-02648-5.
- Anna Maria Cerasoli e Mauro Cerasoli, Elementi di calcolo delle probabilità : introduzione alla matematica dell'incerto, Bologna, 1986, ISBN 88-08-01444-4.
- Anna Maria Cerasoli, Mauro Cerasoli e Alessio Drivet, Elementi di matematica probabilita statistica, vol. 2, Bologna, 1989, ISBN 88-08-12332-4.
- Anna Maria Cerasoli e Mauro Cerasoli, Matematica generale e applicata, vol. 1, Bologna, 1991, ISBN 88-08-07544-3.
- Anna Maria Cerasoli e Mauro Cerasoli, Matematica generale e applicata, vol. 2, Bologna, 1991, ISBN 88-08-07546-X.
- Anna Maria Cerasoli e Mauro Cerasoli, Matematica generale e applicata, vol. 3, Bologna, 1991, ISBN 88-08-07548-6.

### Sperling Paperback
- Cofanetto con tre libri. Diamo i numeri, tre tappe nel mondo della matematica:

 I magnifici dieci : l'avventura di un bambino nella matematica, illustrazioni di Gigi Cappa Bava, Milano, 2007, ISBN 978-88-200-3217-3.
 La sorpresa dei numeri : Un viaggio alla scoperta della matematica simpatica, illustrazioni di Allegra Agliardi, Milano, 2003, ISBN 978-88-200-3579-2.
 Mr Quadrato: A spasso nel meraviglioso mondo della geometria, illustrazioni di Laura Cataldi, Milano, 2006, ISBN 978-88-200-4128-1.

### Editoriale Scienza
- Tutti in festa con Pi Greco, illustrazioni di Federico Mariani, Firenze,Trieste, 2015, ISBN 9788873077213.[8]
- Gatti neri gatti bianchi, illustrazioni di AnnaLaura Cantone, Firenze,Trieste, 2013, ISBN 9788873075295.[9]
- L'insieme fa la forza, illustrazioni di Allegra Agliardi, Firenze,Trieste, 2013, ISBN 978-88-7307-567-7.[10]
- I magnifici dieci : l'avventura di un bambino nel mondo della matematica, illustrazioni di Roberto Luciani, Firenze,Trieste, 2018, ISBN 9788873075677.
- La sorpresa dei numeri : Un viaggio nella matematica simpatica, illustrazioni di Adriano Gon, Trieste, 2013, ISBN 978-8873076209.
- Mr Quadrato: A spasso nel mondo della geometria, illustrazioni di Adriano Gon, Trieste, 2016, ISBN 978-88-7307-770-1.
- Le sorelle cinque dita, illustrazioni di Martina Tonello, Firenze,Trieste, 2019, ISBN 978-88-7307-981-1.
- 10+il genio sei tu, illustrazioni di Federico Mariani, Firenze,Trieste, 2022, ISBN 978-88-9393-160-1.

### Emme Edizioni
- Le avventure del signor 1, illustrazioni di Mattia Cerato, San Dorligo della Valle, 2011, ISBN 978-88-6079-795-7.
- La geometria del Faraone, illustrazioni di Desideria Guicciardini, San Dorligo della Valle, 2013, ISBN 978-88-6714-133-3.
- E' matematico, raccolta: 10+ il genio sei tu, Le avventure del signor 1, La grande invenzione di Bubal, La geometria del faraone, San Dorligo della Valle, 2014, ISBN 978-88-6714-316-0.
- E' logico!, illustrazioni di Aurora Cacciapuoti, San Dorligo della Valle, 2015, ISBN 978-88-6714-443-3.
- La grande invenzione di Bubal, illustrazioni di Desideria Guicciardini, San Dorligo della Valle, 2020, ISBN 978-88-6714-998-8.[11]

### Feltrinelli Kids
- Sono il numero 1, come mi sono divertito a diventare bravo in matematica!, illustrazioni di Ilaria Faccioli, Milano, 2008, ISBN 978-88-07-92127-8.
- Io conto, illustrazioni di Ilaria Faccioli, Milano, 2010, ISBN 978-88-07-92154-4.[12]
- Tutti in cerchio, illustrazioni di Ilaria Faccioli, Milano, 2012, ISBN 978-88-07-92191-9.[13]
- Matemago, illustrazioni di Gaia Stella, Milano, 2014, ISBN 978-88-07-92233-6.
- Matematica Amica, illustrazioni di Gaia Stella, Milano, 2016, ISBN 978-88-07-92278-7.
- Buongiorno matematica, illustrazioni di Alessandro Baronciani, Milano, 2018, ISBN 978-88-07-92298-5.[14]
- Vacanze matematiche, illustrazioni di Allegra Agliardi, Milano, 2021, ISBN 978-88-0792348-7.

Altri
- Quattro artisti che contano, illustrazioni di Giuseppe Vitale, Bazzano, Arte bambini, 2018, ISBN 978-88-98645-58-9.[15]